# نائب السلطنة
نائب السلطنة هو أرفع الوظائف في الهرم الإداري المملوكي بعد السلطان مباشرة.

## الحاجة إلى منصب نائب السلطنة
استحدث منصب نائب السلطنة الأيوبيون زمن السلطان صلاح الدين، وأحياه المماليك عندما ورثوا حكم مصر والشام عن الأيوبيين. وكان الداعي إلى استحداث هذا المنصب هو كثرة غياب السلطان عن مركز الحكم في مصر لوجوده ببلاد الشام بهدف مباشرة الأحداث بنفسه، وخاصة المواجهات المتعددة مع الصليبيين في الشام.

## مهام وسلطات نائب السلطنة
كان نائب السلطنة في العصر المملوكي ـ كما وصفه القلقشندي ـ "سلطانًا مختصرًا، بل هو السلطان الثاني"، وكان له من المكانة والنفوذ ما يكفل قيامه بتصريف شؤون الدولة في حضور السلطان وفي غيابه؛ فهو مساعد للسلطان أثناء حضوره، وسلطان آخر يقوم بمهامه ومسؤولياته أثناء غيابه. بل يكون سلطانًا آخر ـ بالفعل دون الاسم ـ في حضور السلطان إذا فوضه السلطان بتصريف شؤون الدولة دون الرجوع إليه، أو إذا كان السلطان صغير السن لا قدرة له على القيام بأعباء السلطنة، فتلقى تبعتها على نائب السلطنة بتفويض منه.

## الأقسام
تنقسم وظيفة النيابة في التنظيمم الإداري لدولة المماليك إلى أربعة أقسام، هي حسب أهميتها:
1. نائب الحضرة
2. نواب السلطنة في الأقاليم
3. نائب الغيبة
4. نائب القلعة (نائب قلعة الجبل)

### نائب الحضرة
نائب الحضرة أو النائب الكافل هو نائب السلطان ووكيله المتكفل بتصريف شؤون الدولة في حضور السلطان (وفي غيابه أيضًا)، وعرف المنصب أيضًا بالنيابة العظمى وبالكفالة تمييزًا لها عن غيرها من النيابات وهي كثيرة في الدولة المملوكية.

### نواب السلطنة في الأقاليم
وترتبط أهميتهم بأهمية أقاليمهم، ويأتي في مقدمتهم نائب دمشق؛ فهي من أجلّ نيابات بلاد الشام، وصاحبها يضاهي النائب الكافل بالحضرة السلطانية في الرتبة والألقاب والمكانة، ومن النيابات التي كانت موجودة بمصر نائب الإسكندرية ونائب الوجه القبلي ونائب الوجه البحري.

### نائب الغيبة
وهو الذي ينوب عن السلطان في غيبته فقط، وفي بعض المهام أيضًا، إذا لم يوجد السلطان والنائب الكافل، ولا يكون إلا في مصر فقط.

### نائب القلعة
وهي وظيفة ذات طابع أمني تنحصر مهمة متوليها في حراسة قلعة الجبل والإشراف على فتح أبوابها وغلقها.